# NGC 6630
NGC 6630 ist eine elliptische Galaxie vom Hubble-Typ E-S0 im Sternbild Pfau am Südsternhimmel, die schätzungsweise 115 Millionen Lichtjahre von der Milchstraße entfernt ist.
Das Objekt wurde am 8. Juni 1836 von dem britischen Astronomen John Herschel entdeckt.